# Washakie Ten
Washakie Ten is een plaats (census-designated place) in de Amerikaanse staat Wyoming, en valt bestuurlijk gezien onder Washakie County.

## Demografie
Bij de volkstelling in 2000 werd het aantal inwoners vastgesteld op 604.

## Geografie
Volgens het United States Census Bureau beslaat de plaats een oppervlakte van 66,1 km², waarvan 65,0 km² land en 1,1 km² water.

## Plaatsen in de nabije omgeving
De onderstaande figuur toont nabijgelegen plaatsen in een straal van 60 km rond Washakie Ten.